# Daniël Papebroek
Daniël Papebroek (även Papebroch eller van Papenbroeck), född den 17 mars 1628 i Antwerpen, död den 28 juni 1714, var en nederländsk jesuit.
Papebroek var en av de mest framstående bollandisterna och 1659-1709 en av redaktörerna av Acta sanctorum. Med karmelitorden kom han i häftig strid genom att förneka dess föregivna höga ålder. En biografi över Papebroek finns i "Acta sanctorum" under Juni VI.